# John Knox
John Knox (asi 1514 – 24. listopadu 1572, Edinburgh) byl skotský náboženský reformátor, původně katolický kněz, který roku 1560 založil protestantskou Skotskou církev, dnes zvanou presbyteriánská.

## Život
Jeho původ je sporný, otec byl nejspíš rolník. Pravděpodobně se narodil na předměstí Haddingtonu zvaném Giffordgate. Také rok narození je nejistý, uvažuje se o období 1505-1515. Ani o jeho univerzitních studiích nepanuje shoda, většinou se však uvádí, že studoval na Univerzitě St. Andrews, a že zde byl ovlivněn učencem Johnem Majorem. Jistější je, že v St. Andrews působil jako kaplan a notář.
V letech 1540–1547 byl učitelem v rodinách Hugh Douglase a Johna Cockbuma, kteří začali koketovat s protestantismem. Knox se veřejně se k protestantismu přihlásil okolo roku 1545. Velký vliv na něj měl kazatel George Wishart, jehož se Knox stal věrným pobočníkem a dokonce jakýmsi bodyguardem. Roku 1546 byl však Wishardt upálen jako kacíř. To Knoxe velmi zatvrdilo a jeho víru to jen posílilo. Situace ve Skotsku se navíc vyhrotila a došlo i k násilnostem, při nichž byl zabit katolický kardinál Beaton. Protestanti se poté opevnili na zámku v St. Andrews, včetně Knoxe. V červenci 1547 však katolíci (posíleni francouzskou armádou) na St. Andrews zaútočili a pevnost padla. Knox byl poté poslán do Francie na galeje. Byl zde vězněn devatenáct měsíců.
V roce 1549 byl propuštěn, možná na přímluvu anglické vlády. Návrat do Skotska však nepřicházel v úvahu, a tak začal jeho desetiletý exil. Pět let žil v Anglii, působil jako anglikánský pastor. Dva roky strávil v Berwicku, pak žil v Newcastlu. Mohl se stát biskupem v Rochesteru, ale odmítl, protože se anglikánům stále více vzdaloval. Anglikánská církev mu připadala moc "římská". Navíc v roce 1553 se královnou stala katolička Marie I. Tudorovna, a tak Knox Anglii opustil, jako mnoho jiných anglických protestantů. Centrum exilu bylo ve Frankfurtu, tam se uchýlil i Knox. Brzy však začaly exilovým společenstvím - jak bývá obvyklé - zmítat spory. Knox stál v čele skupiny, která chtěla změnit podobu bohoslužeb. Konzervativnějším anglikánům se to však nelíbilo. Za pomoci vlivného Richarda Coxe byl Knox z Frankfurtu nakonec vypuzen.
Odešel do Ženevy, kde se setkal s Janem Kalvínem. Napsal zde též text První zatroubení proti obludné vládě žen (1558). Bývá označován za nejvíce protiženský text dějin. Knox v něm útočil zejména na čtyři mocné ženy tehdejší Evropy: Marii Tudorovnu, Marii de Guise, Kateřinu Medicejskou a Marii Stuartovnu.
V roce 1556 se na chvíli mohl vrátit do Skotska. Zde se mezitím protestanti pod tlakem značně radikalizovali a Knox se v tom s nimi ztotožnil. Katolíky prohlásil za modláře, katolickou mši označil za stejný hřích jako obětování dětí Molochovi. Cíl vybití všech modlářů přitom označil za nevyhnutelný pro každého skutečného křesťana. V důsledku těchto výpadů mu začala hořet půda pod nohama a raději zavčas odešel zpátky do Ženevy. Ve Skotsku byl pak v nepřítomnosti odsouzen.
Do vlasti se vrátil roku 1559, když došlo k revoltě, Tudorovna byla svržena a protestanti se chopili moci. Byl jedním ze šesti teologů, kteří v srpnu 1560 sepsali Skotské vyznání víry. (Všichni se shodou okolností jmenovali John, proto se hovoří o Šesti Janech). Vyznání bylo posvěceno i skotským parlamentem a stalo se ústavou skotské reformované církve až do roku 1647, kdy bylo nahrazeno tzv. Westminsterským vyznáním. Od té doby se sloužení staré katolické mše ve Skotsku trestalo smrtí. Knox po tomto triumfu vydal v rychlém sledu tři významné spisy: Knihu kázně (1561), Knihu všeobecného řádu (1564) a Dějiny reformace náboženství v království skotském (1644).
V dalších letech hájil tvrdé puritánské pojetí církve. Vedl také nesmiřitelnou kampaň proti skotské katolické královně Marii Stuartovně. Když byla zatčena za vraždu svého manžela, lorda Darnleyho, přimlouval se za její popravu.